# (4115) Peternorton
(4115) Peternorton ist ein Hauptgürtelasteroid, der am 29. September 1982 von Nikolai Stepanowitsch Tschernych vom  Krim-Observatorium aus entdeckt wurde.
Der Asteroid wurde nach dem Software-Entwickler Peter Norton benannt.